# Glycosmis parkinsonii
Glycosmis parkinsonii är en vinruteväxtart som beskrevs av Tyôzaburô Tanaka. Glycosmis parkinsonii ingår i släktet Glycosmis och familjen vinruteväxter. Inga underarter finns listade i Catalogue of Life.